# Félix Archimède Pouchet
Félix Archimède Pouchet (Rouen, 26 de agosto de  1800 - Rouen, 6 de dezembro de 1872), biólogo francês, foi um dos últimos defensores da teoria da geração espontânea.
Foi director do Museu de História Natural de Rouen e contemporâneo de Louis Pasteur.
Em 1859 Pouchet escreve o capa 
"Hétérogénie ou Traité de la Génération Spontanée", em que defende a sua teoria.